# Josefa María García

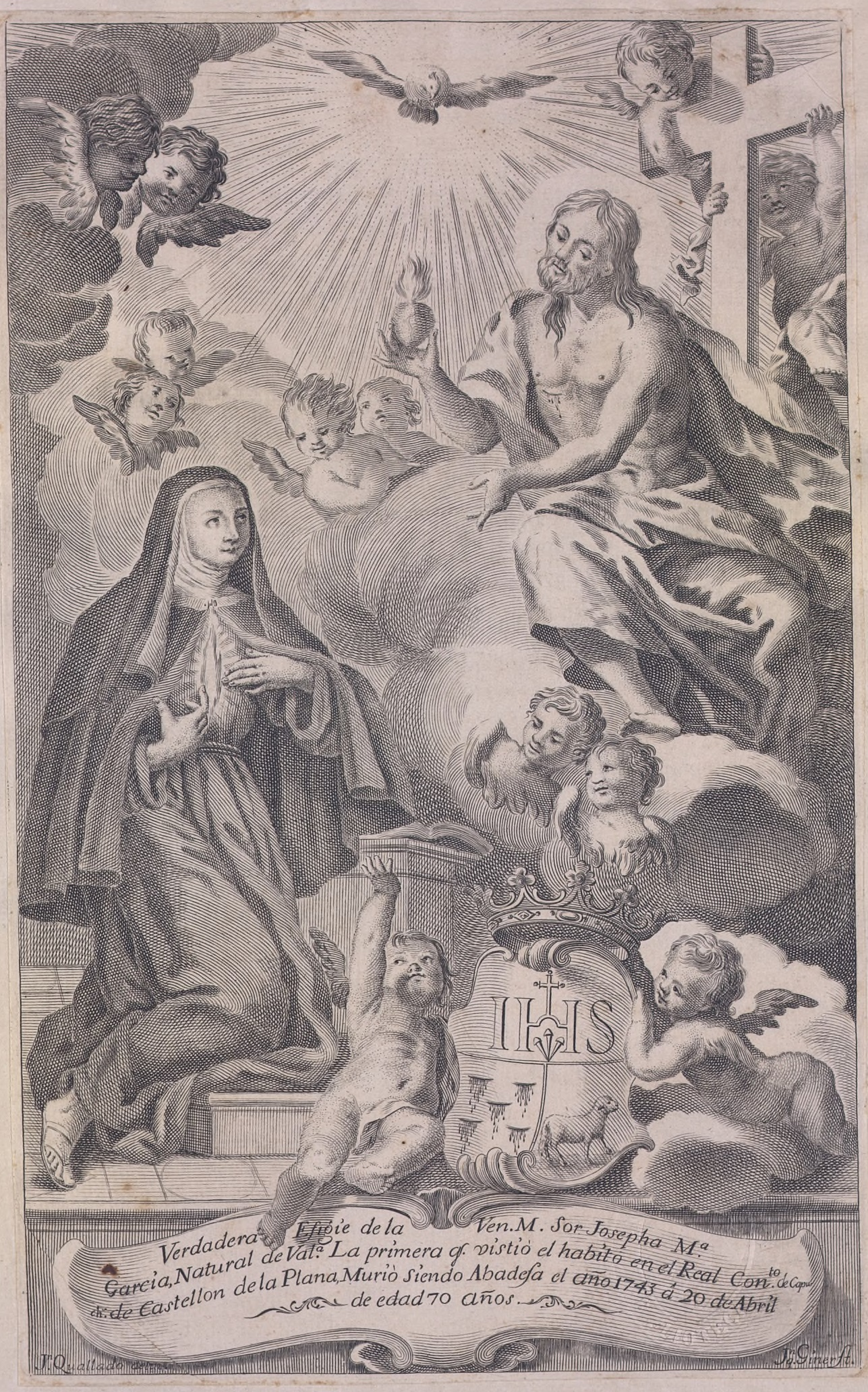
«Verdadera Efigie de la venerable madre sor María Josefa García», grabado de Joaquín Giner por dibujo de Juan Quallado, para la obra del padre José Vela, Idea de la Perfecta Religiosa en la Vida de la Ven. Madre Sor Josepha María García, Primera hija del Real Convento de Capuchinas de la Villa de Castellón de la Plana en el Reyno de Valencia, y Abadesa que murió en el mismo, En Valencia: En la Imprenta de la Viuda de Antonio Bordazar, Año 1750.

Sor Josefa María García (Valencia, 25 de marzo de 1673-Castellón de la Plana, 1743), religiosa clarisa y escritora mística española.
La biografía de Josefa María García, principal fuente de información, fue escrita por José Vela con el título de Idea de la perfecta religiosa en la vida de la Ven. Madre Sor Josepha María García y vio la luz en Valencia en 1750. Iba ilustrada tras las páginas de preliminares y ante el folio 1 con un grabado calcográfico de Joaquín Giner por dibujo de Juan Quallado, retrato de Josefa García representada en una de sus visiones, en la que Jesús resucitado intercambiaba su corazón con el de la venerable, retratada en la estampa de rodillas y con el pecho dilatado en presencia de Jesús, quien se muestra a la monja con un corazón en la mano del que brotan llamas, acompañado de un ángel niño portando la cruz y del Espíritu Santo en forma de paloma.

## Biografía
Sor Josefa María García nació en Valencia el 25 de marzo de 1673, Domingo de Ramos, y fue bautizada el mismo día en la parroquia de Santa Catalina con el nombre de Josefa María que conservó tras ingresar en religión. Su padre, llamado Martín García, sastre, era natural de Quintanar en el obispado de Cuenca. Su madre, Gerarda Abril, valenciana, y del matrimonio nacieron tres hijos y tres hijas. Con veinte años, el 19 de marzo, ingresó en el Real Convento de capuchinas de Castellón de la Plana, fundado poco antes por Enrique de Rabassa, presbítero, hermano del primer marqués de Dos Aguas, con cuatro monjas del convento de capuchinas de Alcira, siendo Josefa María una de las primeras diez novicias en ser admitidas en él. Hasta su muerte, cincuenta años más tarde, no mudó de convento. En él desempeñó los cargos de maestra de novicias, para el que fue nombrada en 1702, y de tornera mayor tres años más tarde. Recibió este cargo con disgusto, por alejarla de la vida contemplativa a la que aspiraba, pero lo sirvió puntualmente con espíritu de obediencia y fue en su ejercicio cuando ocurrieron los primeros éxtasis y visiones místicas, llegando en una ocasión a tener que ser sacada por una hermana del claustrillo del convento entre «ímpetus violentos, y amagos de un gran deliquio». Cuando la hermana que la asistió desabrochó el ajustadillo sobre el pecho observó que se le habían dislocado los huesos de las costillas y formado, escribe su biógrafo, 

una concavidad crecida, donde el corazón pudiese volar, y esparcirse más. Hasta entonces, la Sierva de Dios había sido de una estatura proporcionada, y recta; pero después deste suceso, quedó de estatura menor, y gibosita con dos alturas, una en el pecho, y otra en las espaldas, las que duraron el resto de la vida.

Visiones y experiencias místicas en su biografía van acompañadas de severas penitencias corporales autoimpuestas, que en ocasiones le generaban dudas, no creyendo suficiente cuanto hacía para alcanzar la perfección. El día que se libraba la batalla de Almansa, el 25 de abril de 1707, según unos apuntes biográficos redactados por fray Pedro de Valencia y utilizados por Vela para la suya, al entrar en el coro sor Josefa María observó que brotaban lágrimas de una imagen de la Virgen y pensó que aquellas lágrimas las vertía por no ser ella tan buena religiosa como debía, pero la Virgen la habló desde su imagen diciéndole que no lloraba por ella sino por cuantos en aquella cruel batalla morían sin confesión y condenaban sus almas, siendo en ese momento transportada en espíritu al campo de batalla y, por sus oraciones, muchos fueron librados de morir en pecado. Otros vuelos espirituales la llevaron a Játiva, a Roma, a Jerusalén, a Valencia, a Écija e incluso al Paraíso.
En varios momentos hubo de ocupar también el cargo de abadesa y, como las obligaciones de tal cargo le forzasen a dedicar mucho tiempo a atender la correspondencia con los benefactores del convento, restándoselo al tiempo que dedicaba a rezar por las ánimas benditas, lo que constituía una de sus más constantes y queridas aplicaciones, escribió un memorial dirigido a su «esposo Jesús» manifestándole la amargura que ello le causaba, a lo que el mismo Jesús le contestó que cada carta que escribiese en cumplimiento de sus obligaciones se la admitía como otros tantos sufragios en favor de las ánimas del Purgatorio, por lo que muchas alcanzaron el cielo.
En la redacción de su biografía, José Vela alude a un escrito autobiográfico conservado «en el breve cuaderno que ha quedado de su mano escrito con el apremio  de sus confesores, y que escapó de las llamas por especial divina providencia», pues aunque según una figura tópica en las biografías monjiles, su director espiritual le había ordenado que pusiese por escrito «sus cosas sobrenaturales» para consultarlas con personas graves, y ella por obediencia lo hizo extensamente y en tercera persona, no se los había reclamado luego y, pasado algún tiempo, la propia monja, juzgando que ya no le eran precisos los escritos al confesor y porque a su muerte no viesen sus hermanas «tan claro testimonio de sus ingratitudes y repetidas miserias», decidió quemarlos. Quedan algunas cartas y algunos folios sobre sus «experiencias místicas», con títulos como Amor que dilata y traspasa el corazón, Viaje al infierno, Misteriosa visión y Corazón nuevo. En uno de ellos la propia monja relata la más singular de sus visiones o experiencias místicas, aquella en la que como a santa Catalina de Siena Jesús «le permutó el corazón con su propio corazón», atendiendo a su oración en la que con insistencia suplicaba a Jesús: «Esposo de mi Alma; por vuestra bondad, vida mía, tomad este mi corazón; amor mío, tomadle, y hacedle todo vuestro», viendo luego como Jesús acercaba la mano a su pecho con rostro apacible y sacándole el corazón de él, causándola gran dolor, pudo verlo luego en sus manos hasta devolvérselo purificado y todo limpio, «como si fuese de encendido nácar».